# Akademi för ledarskap och teologi
Akademi för Ledarskap och Teologi (förkortat ALT) är en ideell förening med målet att vara ett ledande centrum för församlingsnära teologi. ALT utbildar inom ramen för högskola och folkhögskola och ger ledarkurser i samverkan med samfundens folkhögskolor: Dalkarlså folkhögskola, Hyllie Park Folkhögskola, June folkhögskola, Vinga folkhögskola, Kaggeholms folkhögskola, Liljeholmens folkhögskola, Mariannelunds folkhögskola och Mullsjö folkhögskola. Medlemsorganisationer i ALT är Svenska alliansmissionen (SAM), Evangeliska frikyrkan (EFK) och Pingst – fria församlingar i samverkan.
ALT erbjuder utbildningar från ett till fyra års studier samt distanskurser och fortbildningskurser. I samarbete med andra nordiska högskolor erbjuds också masterutbildning. Sedan 2017 har ALT rätt att utfärda examina i det svenska högskolesystemet: Högskoleexamen i Teologi/religionsvetenskap (120hp) respektive Teologie kandidatexamen (180hp). Sedan 2019 har även ALT rätt att utfärda magisterexamen (30 hp) och masterexamen i bibelvetenskap och historisk-systematisk teologi (60 hp).

## Utbildningar[3]

### Pastors- och ledarprogram
Det fyraåriga pastors- och ledarprogrammet omfattar kurser inom bibelkunskap och bibelteologi, systematisk teologi och etik, kyrkohistoria, mission, religions- och samtidskunskap, själavård, ledarskap, förkunnelse och undervisning, diakoni, församlingsliv mm. Genom utbildningen löper församlingsledarkurser som integrerar teologiska kunskaper med församlingsliv, personlig utveckling och yrkes- och ledarträning.

#### Profiler
Under det tredje året erbjuds studenterna att antingen följa den normala studiegången eller läsa någon av följande profiler:
- Internationell profil (alla orter)
- Interkulturell profil (IKP) (alla orter)
- Social-diakonal profil (alla orter)
- Bibelvetenskaplig profil (endast i Örebro)
- Religionslärarprofil (endast i Örebro)

### Teologiska program
På Campus Örebro ges följande teologiska program:
- Teologiskt program 180 hp
- Teologiskt program 120 hp
- Teologiskt program 60 hp

### Programmet för mission och interkulturella studier (PROMIS)
Programmet för mission och interkulturella studier (PROMIS) är en terminslång utbildning för den som arbetar/vill arbeta interkulturellt utomlands eller i Sverige. PROMIS kan läsas på ALT:s alla studiecenter och det finns möjlighet att välja hel- eller halvfartstudier. 

### Övriga program
ALT erbjuder även:
- Teologiska masterutbildningar i samarbete med Ansgar Teologiske Høgskole och Åbo Akademi.
- Lördagskurser, kvartsfart[2]
- Onsdagskurser, halvfart
- Erasmussamarbete med London School of Theology i England, Tartu Theological Seminary i Estland, Åbo Akademi i Finland samt Ansgar Teologiske Høgskole i Norge. Erasmus ger också möjlighet till utomeuropeiska utbyten i samarbete med partnerinstitutioner utöver världen. ALT har för närvarande ett utbyte med Karen Baptist Theological Seminary i Myanmar.

## Historia[4]
Akademi för ledarskap och teologi (ALT) har utvecklats och drivs av tre frikyrkorörelser som har sina rötter i den evangeliska väckelsen, i baptismen och i den pentekostala rörelsen: Svenska alliansmissionen (SAM), Evangeliska frikyrkan (EFK) och Pingst – fria församlingar i samverkan.
- Örebromissionen (uppgick så småningom i EFK) startade pastorsutbildning 1908 vid Örebro Missionsskola. Denna skola integrerade också Helgelseförbundets (uppgick så småningom i EFK) missionsskola vid Götabro år 1997. År 1992 startade Örebro Missionsskola och Hyllie Park Folkhögskola den ledarutbildning som senare fick namnet Skandinavisk Akademi för Ledarskap och Teologi (SALT) genom sin breddning till samverkansparter i Danmark och Norge (en av dessa parter var Høyskolen for Ledelse og Teologi i Oslo). År 1993 fick ÖTH rätt att utfärda en tvåårig högskoleexamen och från år 2004 en teologie kandidatexamen.
- SAM startade pastors- och missionärsutbildning 1919 som bedrevs vid Kortebo från 1927.
- Pingstförsamlingarnas Teologiska Seminarium (PTS) startade 1999 i Uppsala med bas inom Pingströrelsens folkhögskolor.

År 2010 samordnades arbetet vid Korteboskolan, PTS och SALT inom ramen för den utbildning som fick namnet Akademi för Ledarskap och Teologi. Denna var organisatoriskt inte en egen juridisk person utan ett nätverk mellan de tre samfunden, deras folkhögskolor och Örebro Teologiska Högskola. Det gemensamma arbetet kring detta utbildningsprogram visade sig sammantaget ge en utbildning som väl svarade upp mot de förväntningar som samfunden hade på relevant ledarutbildning. Detta gjorde det naturligt att ta ytterligare ett steg för att samordna och knyta samman det stora nätverket för utbildning i en ny gemensam organisation.
År 2017 bildades så den ideella förening som kom att anta samma namn som namnet på den tidigare pastors- och ledarutbildningen. Föreningen ansvarar nu för utbildningen vid Örebro Teologiska Högskola, där ett antal olika program går att studera, samt för det fyraåriga pastors- och ledarprogrammet. I och med bildandet av det nya ALT upphörde Örebro Missionsskola.